# Fet stil
Fet stil eller fetstilt är en term inom typografin för den vikt-variant av ett teckensnitt som har tjockare linjer.

## Exempel på användning av fet stil
- Rubriker
- Ingresser i tidningstext
- Vektorer i matematik och fysik
- För att markera ett visst ord i en text.

## Halvfet stil
Den lite fetare stil som i ordbehandlings- och layoutprogram kallas för fet eller bold, brukar i typografiska sammanhang kallas för halvfet.